# Napomyza achilleanella
Napomyza achilleanella este o specie de muște din genul Napomyza, familia Agromyzidae, descrisă de Tschirnhaus în anul 1992. Conform Catalogue of Life specia Napomyza achilleanella nu are subspecii cunoscute.